# Cyrtandra erectipila
Cyrtandra erectipila är en tvåhjärtbladig växtart som beskrevs av Brian Laurence Burtt. Cyrtandra erectipila ingår i släktet Cyrtandra och familjen Gesneriaceae. Inga underarter finns listade i Catalogue of Life.